# Itoitantulus misophricola
Itoitantulus misophricola är en kräftdjursart som beskrevs av Huys, Ohtsuka Boxshall och Itô 1992. Itoitantulus misophricola ingår i släktet Itoitantulus och familjen Deoterthridae. Inga underarter finns listade i Catalogue of Life.